# Jan Jongepier (organist)
Jan Jongepier (Zaandam, 26 februari 1941 - Leeuwarden 31 juli 2011) was een Nederlands organist, en orgeldeskundige.

## Biografie
Hij was zoon van Johannes Jongepier en Jantina Katharina Beukema. Hij groeide op in een gereformeerd gezin en kreeg orgelles van zijn vader, een amateur-organist die zelf leerling was bij Cor Kee. Later volgde hij lessen bij Cor Kroonenberg en behaalde in 1962 het Staatsdiploma Orgel A. Aan het conservatorium van Amsterdam studeerde hij orgel bij Piet Kee, behaalde het einddiploma solospel en in 1971 de Prix d'Excellence. Van 1957 (hij was toen 16 jaar oud) tot 1976, en opnieuw vanaf 2003 was hij de vaste organist van het drieklaviers Garrelsorgel van de Grote of Sint-Nicolaaskerk in Purmerend. In 1981 tot 2007 was hij organist van de Grote Kerk in Leeuwarden. Hier bespeelde hij het bekende drieklaviers Müllerorgel. Jongepier was bekend om zijn improvisaties. Hij won diverse prijzen op nationale en internationale wedstrijden. In 2004 ontving hij de Sweelinckprijs.
Hij gaf zelf van 1963 tot 1973 les aan de Gemeentelijke muziekschool Purmerend. Van 1972 tot 1992 was hij als docent verbonden aan het Stedelijk Conservatorium van Leeuwarden en dat van Groningen. Samen met Theo Jellema leidde hij jaarlijks een internationale orgelreis. Hij was een deskundige op het gebied van orgelhistorie en orgelbouw, met name op het gebied van Friese orgels. Hij schreef diverse boeken en vele kleinere publicaties. Hij was adviseur bij meer dan 200 orgelrestauraties en nieuwbouwprojecten, onder meer namens de Commissie orgelzaken van de Protestantse Kerk in Nederland.

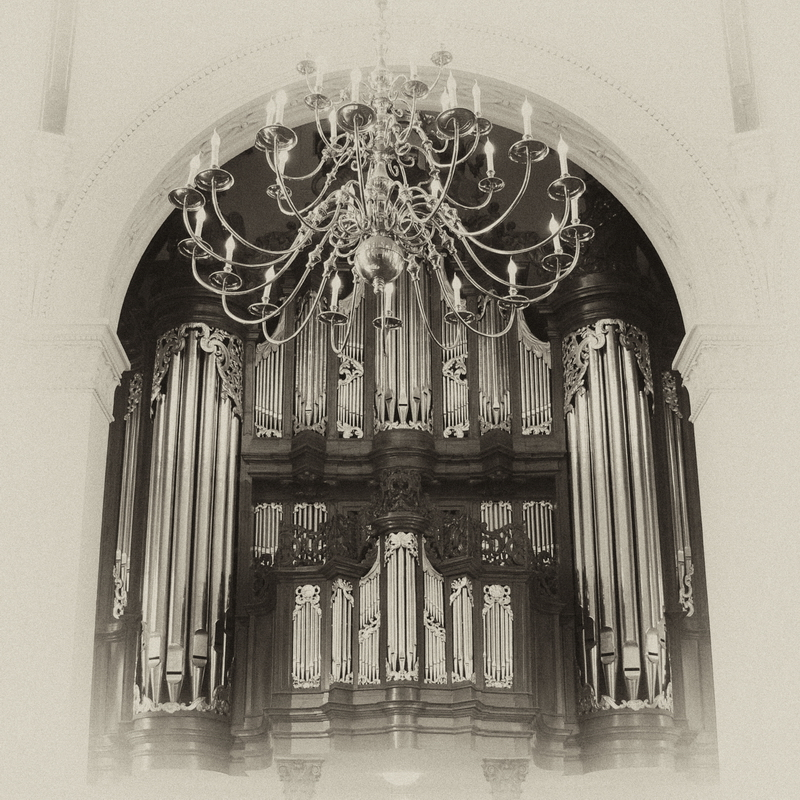
Het Garrelsorgel in de Sint-Nicolaaskerk, Purmerend

## Publicaties
- Vijf eeuwen Friese Orgelbouw. Een schoone voorraad waarlyk - Friese Pers Boekerij, Leeuwarden, 2004 - ISBN 90-33011-99-9
- Het historische orgel in Nederland. Bd. 3: 1769–1790 - Nationaal Instituut voor de Orgelkunst, Amsterdam 1999 - ISBN 90-75473-05-2
- Het historische orgel in Nederland. Bd. 4: 1790–1818 - Nationaal Instituut voor de Orgelkunst, Amsterdam 1999 - ISBN 90-75473-06-0
- Orgellandschaft Niederlande - Musik & Kirche 72, 2002 - ISSN 0027-4771, blz 29–35
- 75 jaar Flentrop Orgelbouw - Flentrop Orgelbouw, Zaandam, 1978
- Frieslands Orgelpracht. Deel 1: 1500–1800 - Boeijenga, Sneek, 1970
- Het VanHagerbeer-Schnitger-Orgel in de Grote- of St. Laurenskerk te Alkmaar - Kerkvoogdij Hervormde Gemeente, Alkmaar, 1987 - ISBN 90-90016-62-7
- Orgelbouwnieuws. Ingebruikname Cavaillé-Coll-orgel te Leeuwarden - Het Orgel band 80 nummer 11, 1984
- Heinrich Hermann Freytag - Het Orgel band 86, 1990[3]

- Biblioteca Nacional de España: XX5308212
- Bibliothèque nationale de France: cb156177868 (data)
- Gemeinsame Normdatei: 1145603912
- International Standard Name Identifier: 0000 0000 0497 1921
- MusicBrainz: 9be891e2-ac49-472c-ad39-515dc8622999
- Nederlandse Thesaurus van Auteursnamen: 074530925
- Virtual International Authority File: 27391154
- WorldCat: E39PBJh4y4W66BwJKDDXkRgkDq